# Joe Leonard

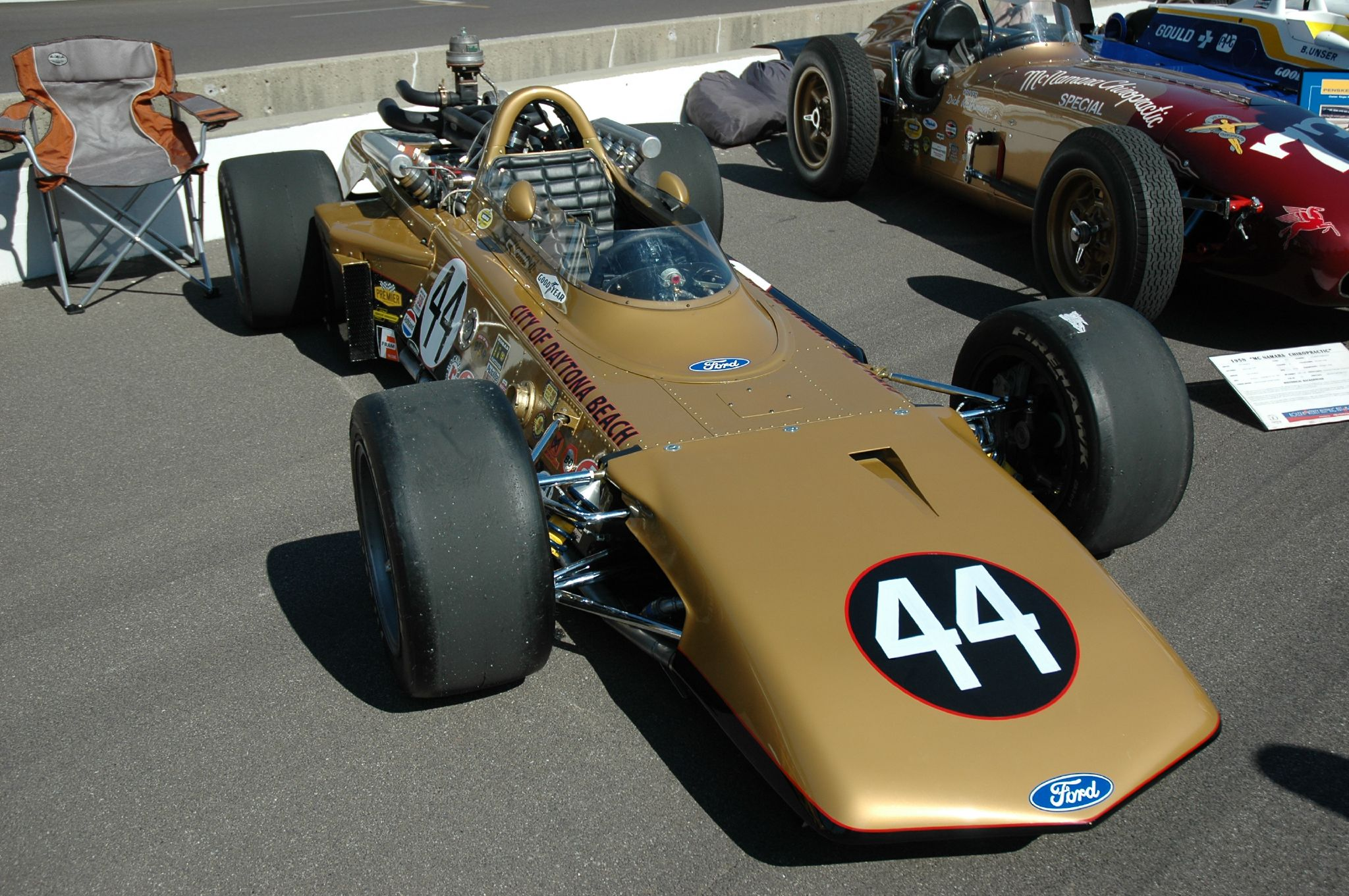
Der Eagle, den Joe Leonard in Indianapolis 1969 auf den sechsten Platz pilotierte

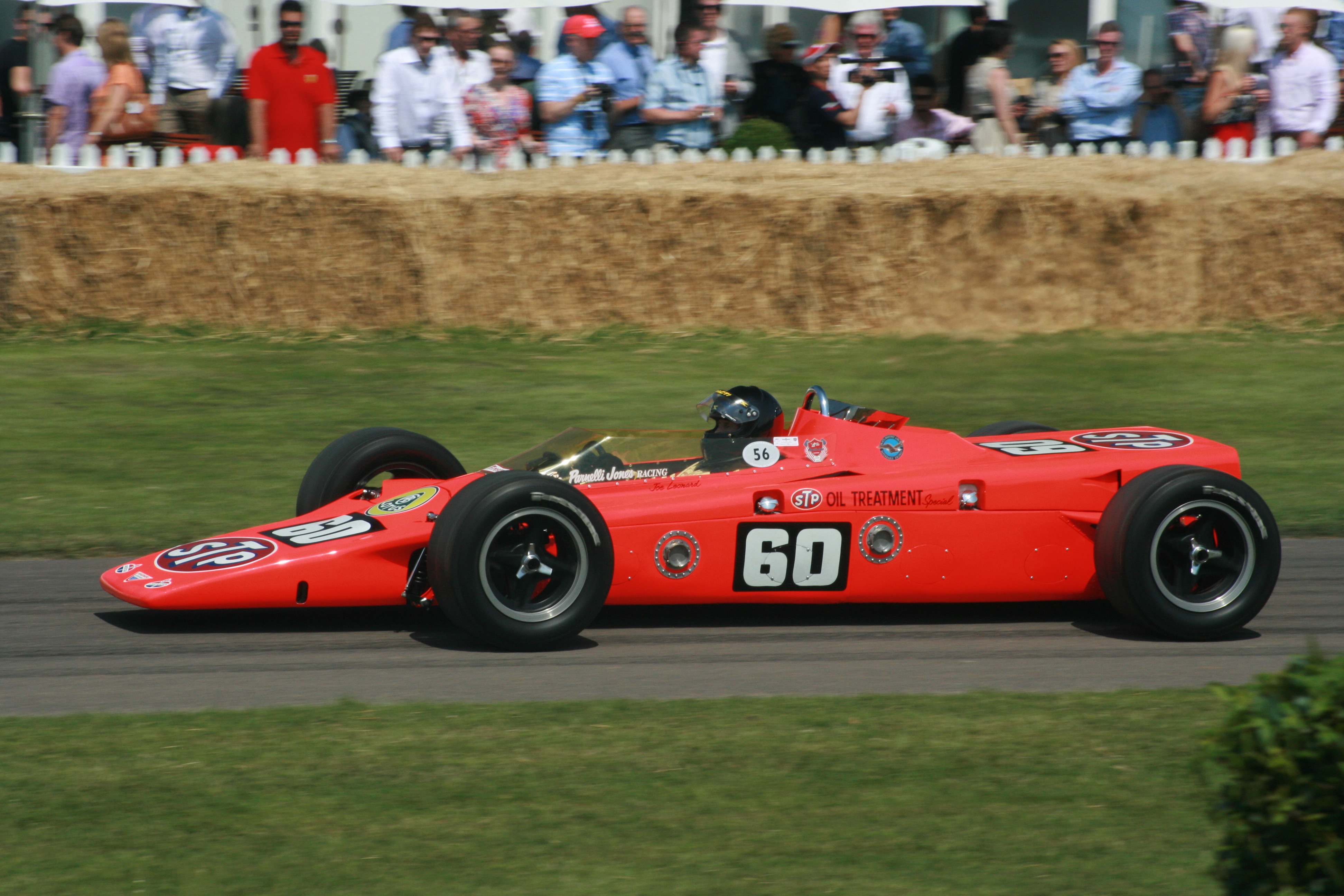
Joe Leonhard im Lotus 56 beim Goodwood Festival of Speed 2011

Joseph Paul „Joe“ Leonard (* 4. August 1932 in San Diego, Kalifornien; † 27. April 2017 in San José, Kalifornien) war ein US-amerikanischer Motorrad- und Automobilrennfahrer.

## Karriere
Joe Leonard gewann seinen ersten AMA-Grand-National-Titel, die AMA-Grand-National-Championship ist eine nationale US-amerikanische Motorradmeisterschaft, 1954. 1956 und 1957 konnte er sich erneut die Gesamtwertung dieser Meisterschaft sichern. Insgesamt blieb er bei 27 Rennen siegreich, darunter 1957 und 1958 bei den 200 Meilen von Daytona.
1961 wechselte Leonard auf vier Räder und war zwischen 1964 und 1974 regelmäßig in der USAC-Serie engagiert. Neunmal startete er bei den 500 Meilen von Indianapolis. 1972 wurde er auf einem Parnelli-Offenhauser Dritter. 1968 startete er aus der Pole-Position, konnte das Rennen auf dem Turbinen-Lotus 56-Pratt & Whitney aber nur als Zwölfter beenden. Er führte im Rennwagen von Andy Granatelli bis 10 Runden vor Schluss, ehe der Lotus einen Defekt an der Gasturbine hatte.
In seiner erfolgreichen Karriere erreichte Leonard 60 Top-Ten-Platzierungen. Sechs Rennen konnte er gewinnen und 1971 und 1972 die Meisterschaft für sich entscheiden. Neben John Surtees ist er der einzige Rennfahrer, der sowohl als Motorrad- als auch als Autorennfahrer Meisterschaften gewinnen konnte. Leonard ist in den USA eine populäre Größe und Mitglied von zehn Hall of Fames.
Er starb im April 2017.